# Tretjärnarna (Alanäs socken, Jämtland, 712346-148095)
Tretjärnarna är en sjö i Strömsunds kommun i Jämtland och ingår i Ångermanälvens huvudavrinningsområde.